# وول ورث الألمانية
متاجر وول ورث الألمانية (بالألمانية: Woolworth Deutschland GmbH & Co. KG) هي سلسلة متاجر التجزئة بألمانيا مشهورة بأسعارها الزهيدة التي تجذب الزبائن. تمتلك متاجر وول ورث 311 فرعا في كل من ألمانيا والنمسا.
تتميز هذه السلسلة من المتاجر ببيع الملابس، الأقمشة، مساحيق الزينة و الأدوات المكتبية.